# Knotengarten

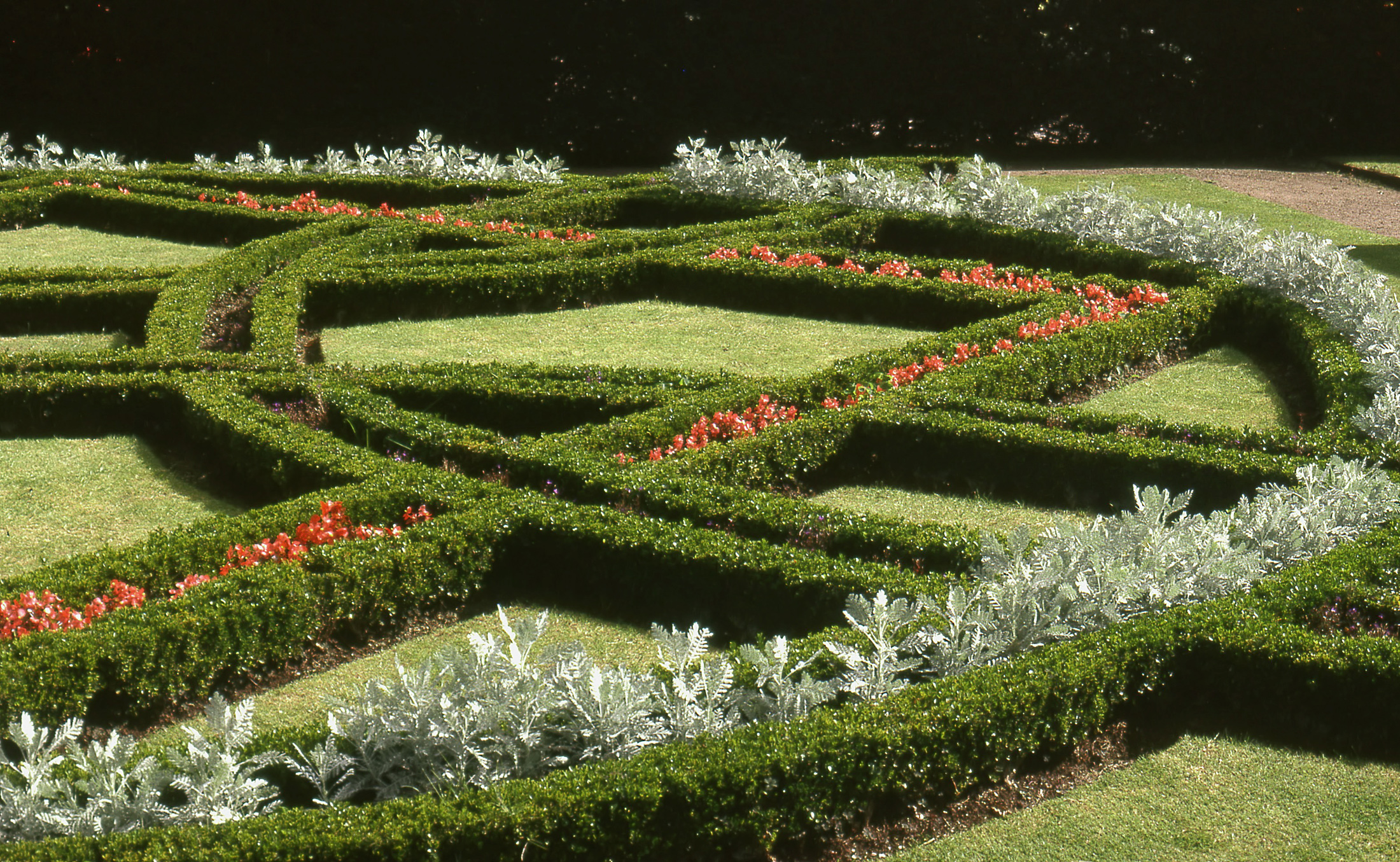
Knotenbeet in St Fagans (Wales)

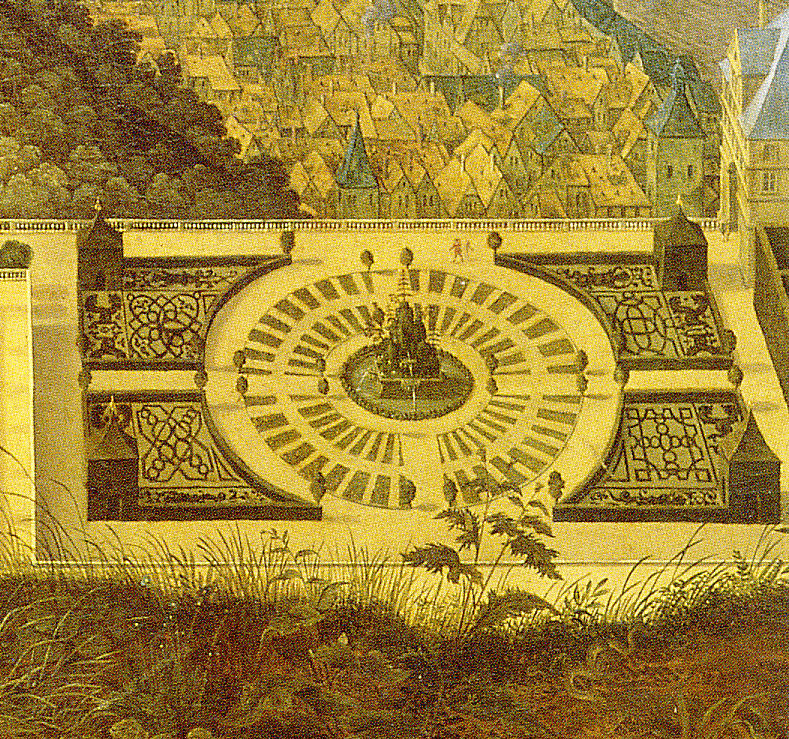
Ausschnitt mit Details aus dem Plan des Hortus Palatinus

Der Knotengarten kam als Element italienischer Gärten in der Renaissance auf. Knotenornamente, Flecht- und Schachbrettmuster waren typisch für die Beete. Die gepflanzten Muster ähneln Gartenlabyrinthen mit niedrigen Einfassungen. Irrgärten sind dagegen als eigenständiges Element der Gartenkunst einzuordnen. Knotengärten gibt es heute vorwiegend im Vereinigten Königreich.

## Geschichte
Penelope Hobhouse will Knotenmuster auf Stickmuster zurückführen, gibt aber keine Belege an. Ornamentale Pflanzmuster finden sich im 16. Jahrhundert bei Sebastiano Serlio und Hans Vredeman de Vries. Traditionell wurde in den Knotenbeeten Buchs mit Heil- und Kräuterpflanzen kombiniert, zum Beispiel Heiligenkraut, Gamander und Winterbohnenkraut. Diese Art der Bepflanzung wich jedoch Ende des 16. Jahrhunderts mehr und mehr dem Buchsparterre.
In England wurden ab 1500 vor allem Kräuter als Einfassung verwendet, zum Beispiel Ysop, Rosmarin, Thymian sowie Grasnelken. Zwergbuchs wurde erst 1595 eingeführt, Heiligenkraut ist zwar schon aus einem Pflanzenbuch aus der Zeit von Elisabeth I. belegt, war aber noch selten.
Knotenmuster finden sich in dem allegorischen Roman Hypnerotomachia Poliphili aus dem Jahr 1499, der Francesco Colonna zugeschrieben wird. Die Holzschnitte der Erstausgabe illustrierten verschiedene Arten des Baumschnitts sowie Formschnitt und Beetornamentierungen in hoher künstlerischer Qualität.  Muster sind auch in dem „La Maison Rustique“ von Estienne Liébault zu finden, das von Gervase Markham als „The Countrie Farm“ 1616 ins Englische überragen würde, sowie bei Stephen Blake (The compleat gardeners practice, directing the exact way of gardening in three parts: the garden of pleasure, physical garden, kitchin garden: how they are to be ordered for their best situation and improvement, with variety of artificial knots, London, Thomas Pierrepoint 1664).
In England versuchte Rosemary Verey in den 1980er Jahren, Knotengärten im Rahmen des „English classical revival style“ populär zu machen.

## Ausführung
Man unterscheidet zwischen offenen und geschlossenen Knotenbeeten. Geschlossene Knoten bilden einen durchgehenden „Faden“, bei offenen Knoten sind einzelne Ausschnitte mit einer umgebenden niedrigen Hecke abgetrennt. Gefüllt wurde das offene Knotenbeet mit totem Material, etwa farbigem Kies, das geschlossene mit Blumen. Knotenbeete befanden sich oft unter den Fenstern eines Herrenhauses, da sie am besten von oben zu bewundern sind.

## Beispiele

### Historische Knotengärten
- Heidelberger Schlossgarten

### Nachgestaltete Knotengärten
- Garden Museum, Lambeth Cathedral, Lambeth, London
- Helmingham Hall, Sussex
- Dower House, Morville, Shropshire. Nachgestalteter Elisabethanischer Knotengarten[5]
- Tudor Garden, University of Southampton

in Deutschland

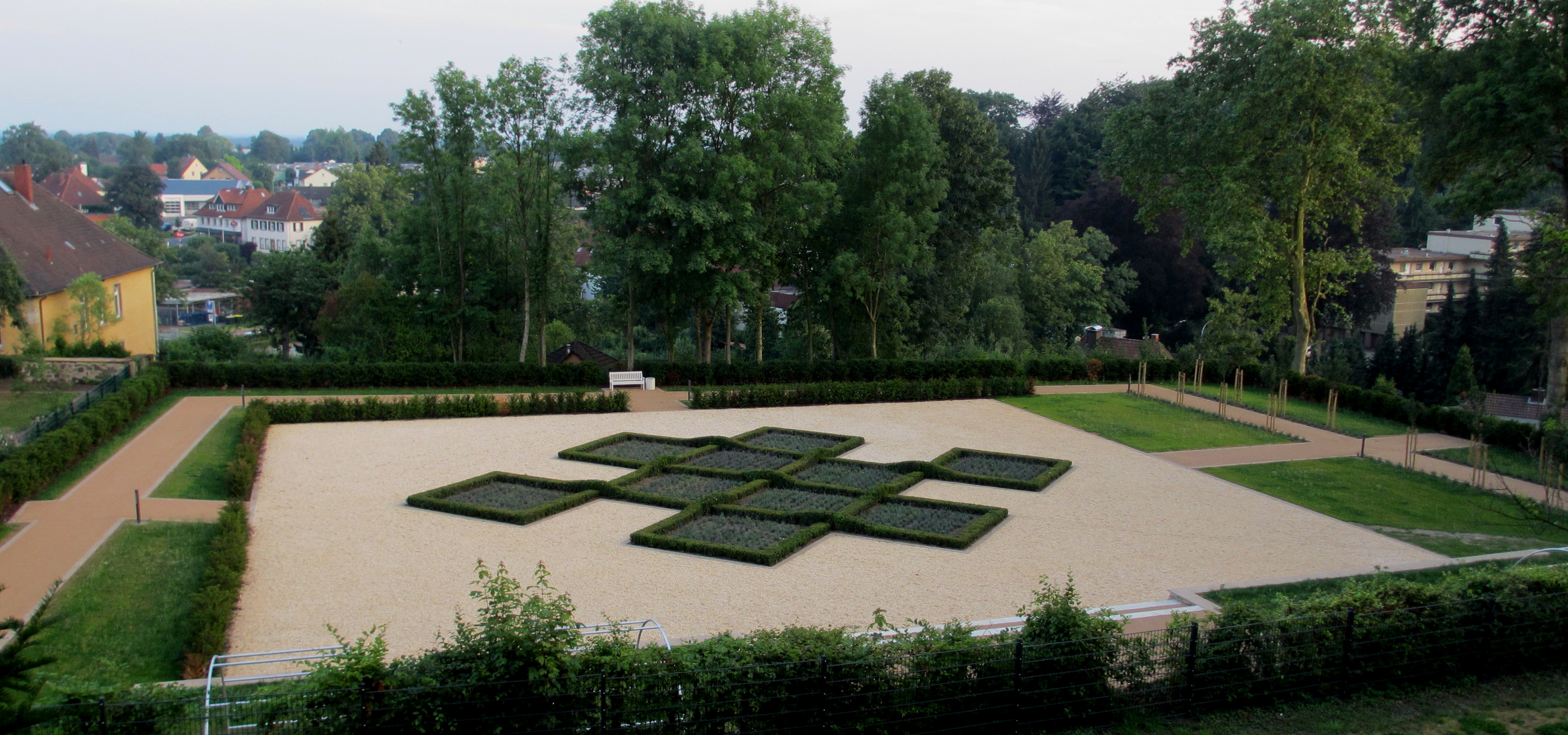
Knotengarten von Schloss Iburg in Niedersachsen

- Knotengarten von Schloss und Benediktinerabtei Iburg, Niedersachsen, 2013 rekonstruiert.[6]